# Real Shit
"Real Shit" é uma canção do rapper e cantor americano Juice Wrld e do produtor musical americano Benny Blanco. Foi produzida por Blanco, Cashmere Cat, Dylan Brady, Henry Kwapis e Jack Karaszewski, todos os quais co-escreveram a música com Juice Wrld. Foi lançado nas plataformas de streaming como single pela Grade A Productions e pela Interscope Records em 2 de dezembro de 2020.

## Histórico
"Real Shit" foi lançado no que seria o vigésimo segundo aniversário de Wrld. Embora Juice e Blanco tenham colaborado no passado em "Graduation" e "Roses", Blanco revelou que a canção póstuma foi a primeira que eles gravaram, embora o lançamento comercial seja uma versão atualizada da gravação original com mais músicos contribuindo para a produção.
Eles fizeram cerca de seis canções na primeira noite, incluindo "Roses" e "Real Shit", a última das quais foi "a primeira vez que [Blanco] viu a magia [de Wrld]". Blanco disse que "toda a sala caiu de queixo e assistiu [Wrld] com admiração", sabendo que "estavam na sala com um homem que mudaria a música para sempre". Wrld foi até a cabine dos vocais e gravou a música inteira em uma tomada, então ele fez isso mais três vezes e disse: "Escolha a melhor." Blanco disse que "todas eram canções perfeitas".

## Lançamento
"Real Shit" foi lançada pela primeira vez em 30 de novembro de 2020. Blanco postou um pequeno trecho instrumental nas redes sociais que apresentava uma versão animada da capa do single e uma legenda que dizia "tomorrow", junto com uma foto antiga dele e Wrld rindo. Em 2 de dezembro de 2020, um vídeo com a letra da música foi lançado no YouTube.

## Composição
"Real Shit" é uma música pop-punk e trap com uma duração de três minutos e três segundos. Liricamente, Juice reflete sobre sua vida, celebrando os momentos mais felizes e contando suas bênçãos.

## Créditos
Créditos adaptados de Tidal .
- Juice Wrld - composição, vocais
- Benny Blanco - composição, produção, teclados, mixagem
- Cashmere Cat - composição, produção, teclados, programação
- Dylan Brady - composição, produção, guitarra, teclados, programação
- Henry Kwapis - composição, produção, teclados, programação
- Jack Karaszewski - composição, produção, guitarra, teclados, programação
- Chris Gehringer - masterização